# Vzpírání na Letních olympijských hrách 1928
Vzpěračské soutěže na Letních olympijských hrách 1928 v Amsterdamu.

## Medailisté

### Muži
| Kategorie   | Zlato                              | Stříbro                         | Bronz                                  |
| ----------- | ---------------------------------- | ------------------------------- | -------------------------------------- |
| 60 kg       | Franz Andrysek · Rakousko (AUT)    | Pierino Gabetti · Itálie (ITA)  | Hans Wölpert · Německo (GER)           |
| 67,5 kg     | Hans Haas · Rakousko (AUT)         | nebyla udělena                  | Fernand Arnout · Francie (FRA)         |
| 67,5 kg     | Kurt Helbig · Německo (GER)        | nebyla udělena                  | Fernand Arnout · Francie (FRA)         |
| 75 kg       | Roger François · Francie (FRA)     | Carlo Galimberti · Itálie (ITA) | Guus Scheffer · Nizozemsko (NED)       |
| 82,5 kg     | El Sayed Nosseir · Egypt (EGY)     | Louis Hostin · Francie (FRA)    | Jan Verheijen · Nizozemsko (NED)       |
| nad 82,5 kg | Josef Strassberger · Německo (GER) | Arnold Luhaäär · Estonsko (EST) | Jaroslav Skobla · Československo (TCH) |

## Přehled medailí
| Pořadí | Země                 | Zlato | Stříbro | Bronz | Celkově |
| ------ | -------------------- | ----- | ------- | ----- | ------- |
| 1.     | Německo (GER)        | 2     | 0       | 1     | 3       |
| 2.     | Rakousko (AUT)       | 2     | 0       | 0     | 2       |
| 3.     | Francie (FRA)        | 1     | 1       | 1     | 3       |
| 4.     | Egypt (EGY)          | 1     | 0       | 0     | 1       |
| 5.     | Itálie (ITA)         | 0     | 2       | 0     | 2       |
| 6.     | Estonsko (EST)       | 0     | 1       | 0     | 1       |
| 7.     | Nizozemsko (NED)     | 0     | 0       | 2     | 2       |
| 8.     | Československo (TCH) | 0     | 0       | 1     | 1       |
| Celkem | Celkem               | 5     | 5       | 5     | 15      |